# Pozdeň
Obec Pozdeň se nachází necelých jedenáct kilometrů západně od Slaného v severozápadním cípu kladenského okresu ve Středočeském kraji. Žije zde 451 obyvatel. Je součástí přírodního parku Džbán, který se rozkládá na území okresů Louny, Kladno a Rakovník. Údolí, v němž Pozdeň leží, se odedávna říkalo Podlesí. Vine se východním směrem od vrchoviny Džbán a protéká jím Pozdeňský potok, který se v dolním toku nazývá Bakovský. Z obou stran je údolí lemováno lesy. Pozdeň je členem dobrovolného svazku obcí Mikroregion povodí Bakovského potoka.

## Název
Název vesnice je odvozen přivlastňovací příponou z osobního jména Pozden. V historických pramenech se jméno vsi objevuje ve tvarech: Pozdna (1321, 1352 až okolo 1405), in Pozdna (1415), z Pozdně (1432), Pozden (1458) a Poszden (1785).

## Historie
První písemná zmínka o vesnici pochází z roku 1321.
V roce 1949 byl u Pozdně otevřen černouhelný důl Pozdeň, ale v provozu byl jen krátce. Vzhledem k velkým přítokům vody a malým zásobám uhlí byl v letech 1954–1955 uzavřen.

### Územněsprávní začlenění
Dějiny územněsprávního začleňování zahrnují období od roku 1850 do současnosti. V chronologickém přehledu je uvedena územně administrativní příslušnost obce v roce, kdy ke změně došlo:
- 1850 země česká, kraj Praha, politický okres Rakovník, soudní okres Nové Strašecí[6]
- 1855 země česká, kraj Praha, soudní okres Nové Strašecí[6]
- 1868 země česká, politický okres Slaný, soudní okres Nové Strašecí[6]
- 1937 země česká, politický okres Slaný expozitura Nové Strašecí, soudní okres Nové Strašecí[7]
- 1939 země česká, Oberlandrat Kladno, politický okres Slaný expozitura Nové Strašecí, soudní okres Nové Strašecí[8]
- 1942 země česká, Oberlandrat Praha, politický okres Slaný expozitura Nové Strašecí, soudní okres Nové Strašecí[9]
- 1945 země česká, správní okres Slaný expozitura Nové Strašecí, soudní okres Nové Strašecí[10]
- 1949 Pražský kraj, okres Slaný[11]
- 1960 Středočeský kraj, okres Kladno[12]

### Rok 1932
V obci Pozdeň (570 obyvatel, poštovna, katol. kostel) byly v roce 1932 evidovány tyto živnosti a obchody: výroba cementového zboží, cihelna, obchod s dobytkem, důl Anna, družstvo pro rozvod elektrické energie v Pozdni, holič, 4 hostince, 2 koláři, konsum, 2 kováři, krejčí, 2 mlýny, obchod s obuví, 2 obuvníci, pekař, pila, 2 řezníci, 3 obchody se smíšeným zbožím, spořitelní a záložní spolek pro Pozdeň, trafika, velkostatek Kapituly sv. Víta, zámečník.

## Části obce
- Pozdeň
- Hřešice

## Doprava
- Silniční doprava – Obcí prochází silnice II/237 v úseku Rakovník – Nové Strašecí – Pozdeň – Třebíz – Peruc.
- Železniční doprava – Železniční trať ani stanice na území obce nejsou. Nejblíže obci je železniční stanice Klobuky v Čechách ve vzdálenosti 8 km ležící na trati 110 z Kralup nad Vltavou a Slaného do Loun.
- Autobusová doprava – V obci zastavovaly v pracovních dnech června 2011 autobusové linky Slaný – Srbeč – Mšec (8 spojů tam i zpět) a Pozdeň – Slaný – Praha (1 spoj tam i zpět). Od srpna 2019 dopravu v obci v pracovních dnech zajišťuje linka 588 zapojená do PID, která od listopadu 2020 jezdí v úseku Slaný – Srbeč – Milý (12 spojů tam a zpět, vč. školních spojů), (dopravce ČSAD Slaný).[14]

## Pamětihodnosti
- Kostel Stětí svatého Jana Křtitele, postaven roku 1854
- Socha svatého Jana Nepomuckého, s datací 1746
- Pomník padlým světových válek